# Nambe

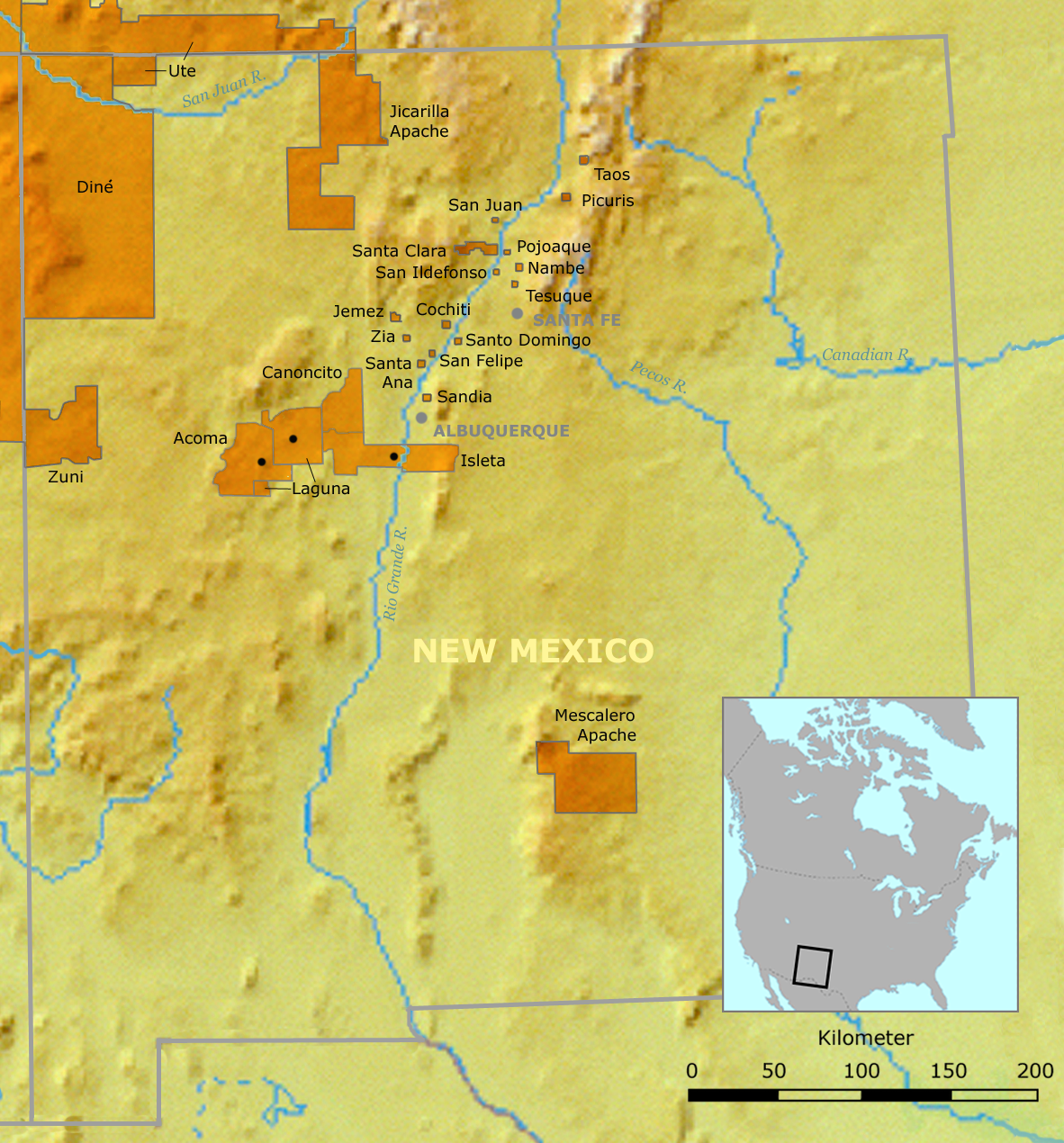
Lage des Nambe-Pueblos, benachbarter Pueblos und Reservate in New Mexico

Die Nambe sind Pueblo-Indianer und sprechen Tewa, eine Sprache aus der Kiowa-Tano Sprachfamilie. Der Name entspricht dem Eigennamen und bedeutet Pueblo auf einem runden Erdwall. Das Reservat liegt im Südwesten der USA am Rio Grande, etwa 30 km nördlich von Santa Fe in New Mexico.

## Geschichte
Die Vorfahren der Nambe kamen aus der Gegend von Mesa Verde im äußersten Südwesten von Colorado. Sie zogen zunächst nach Bandalier südlich von Los Alamos in New Mexico. Nach einer längeren Dürreperiode kamen sie schließlich um 1300 n. Chr. in ihr heutiges Wohngebiet im Tal des Rio Grande. Im frühen 17. Jahrhundert versuchten die spanischen Konquistadoren, den Ureinwohnern ihre Religion aufzuzwingen, was schließlich um 1680 zum Pueblo-Aufstand führte und in dessen blutigem Verlauf die Spanier vertrieben wurden. Doch nach zwölf Jahren kamen sie zurück, um die Pueblo-Indianer erneut zu unterwerfen. Auf der Suche nach einer leichter gegen die Spanier zu verteidigenden Ortslage des Pueblos verließen die Nambe ihr Dorf 1694 und zogen auf den Gipfel der nahegelegenen Black Mesa. Gemeinsam mit Verbündeten aus benachbarten Stämmen widerstanden sie hier erfolgreich drei Angriffen von Diego de Vargas Truppen. Nachdem sie neun Monaten in dieser Mesa-Festung ausgehalten hatten, gaben sie schließlich auf und kehrten in ihr Dorf zurück. Dennoch war der Aufstand auf lange Sicht ein Erfolg für die Puebloindianer. Denn niemals wieder versuchten die Spanier, den Indianern ihre Religion und Kultur mit solcher Brutalität aufzuzwingen, wie vor dem Aufstand.

## Lebensweise und Kultur
Allem Anschein nach gibt es kaum Unterschiede zwischen dem Nambe-Dorf und irgendeiner spanisch-amerikanischen Landgemeinde im Tal des Rio Grande. Nur die Kiva identifiziert den Ort sofort als indianische Siedlung. Die ausgedehnten Reste alter Mauern deuten an, dass Nambe seit seiner Gründung im frühen 14. Jahrhundert in der Größe beträchtlich geschrumpft ist.
Mischehen mit der lokalen spanisch-amerikanischen Bevölkerung sind dafür verantwortlich, dass die Stammesautorität geschwächt wurde und die indianische Lebensweise nach und nach verloren ging. Trotz einer kürzlichen Wiederbelebung alter Zeremonien, typisch für einen generellen Trend in vielen Rio-Grande-Pueblos der vergangenen letzten Jahre, besteht die Gefahr, dass die indianische Kultur wie in Pojoaque schließlich ganz verschwindet.
Weil die Lohnarbeit in den nahegelegenen Städten die wichtigste Einkommensquelle darstellt, wohnen weniger als die Hälfte aller registrierten Indianer Nambes im Dorf. Die Chancen für ein ausreichendes Einkommen im Reservat sind sehr klein, obwohl mit Landwirtschaft und Viehzucht ein wenig Geld verdient werden kann.
Nambe Falls ist ein malerisches Erholungsgebiet, das vom Pueblo erschlossen und für das Publikum geöffnet wurde. Im ausgehenden 20. Jahrhundert gab es etwa 400, davon 190 ständige Bewohner in dem ca. 77 km² großen Reservat.